# Lijst van platenlabels P
Dit is een lijst van platenlabels met als beginletter een P.
- Palace of Worms Records
- PAN Records
- Parsifal
- Pavane Records
- Phaedra
- Philips
- PIAS
- Pink Elephant
- Philips
- Phonogram Records
- Plan A Entertainment
- Plan-It-X Records
- Platinoids
- Pogus
- Polydor
- PolyGram
- Progress Records
- Promised Land
- Prova Records
- Pseudonym Records
- Psychonaut Records
- Punos Music
- PVK Records
- Pye